# Ramoty (województwo podlaskie)
Ramoty – wieś w Polsce położona w województwie podlaskim, w powiecie kolneńskim, w gminie Stawiski.
W latach 1975–1998 miejscowość położona była w województwie łomżyńskim.

## Historia
Początki wsi sięgają pierwszej połowy XV wieku. W roku 1421 bracia Grzymisław i Ramot z Siemiątkowa otrzymali od księcia mazowieckiego Janusza I trzydzieści włók ziemi zapisanych jako Manino. Potomkowie Ramota posługiwali się nazwiskiem Ramotowski, a powstałą osadę nazwano Ramoty.
Dawniej prywatna wieś szlachecka Romoty położona była w drugiej połowie XVI wieku w powiecie radziłowskim ziemi wiskiej województwa mazowieckiego.
W latach 1921–1939 wieś leżała w województwie białostockim, w powiecie kolneńskim (od 1932 w powiecie łomżyńskim), w gminie Przytuły.
Według Powszechnego Spisu Ludności z 1921 roku zamieszkiwało tu 139 osób w 21 budynkach mieszkalnych. Miejscowość należała do miejscowej parafii rzymskokatolickiej w m. Romany. Podlegała pod Sąd Grodzki w Stawiskach i Okręgowy w Łomży; właściwy urząd pocztowy mieścił się w m. Przytuły.

## Zachowane zapiski
- W roku 1421 Ramot herbu Rawicz z Siemiątkowa od księcia mazowieckiego Janusza I ziemię na terenie obecnych Ramot.
- W 1435 roku synowie Ramota Piotr i Krająta urodzeni w Siemiątkowie płacą księciu mazowieckiemu Władysławowi podatek za nadanie ziem ich ojcu Ramotowi z Siemiątkowa.
- W drugiej połowie XV wieku Zygmunt z Ramot, syn Ramota z Siemiątkowa uzyskuje potwierdzenie nadania Ramot według prawa chełmińskiego.
- Na rozprawie w sądzie w Wiźnie 30 czerwca 1474 r. stawili się świadkowie Grozimira z Czarnegostoku. Byli to Szymon z Grymek(Grzymek) i Zygmunt z Romat (Ramot) z rodu Rawa.
- Na rozprawie w sądzie w Wąsoszu, 28 lipca 1474 r. Szlachetny Jan z Czyprków przedstawił w swojej sprawie sześciu świadków z trzech rodów. Z rodu Rawów byli nimi: Szymon z Grzymek i Zygmunt Romat z Romat
- Na rozprawie w sądzie w Wąsoszu 3 października 1476 r. świadkami Sławka Czerwonki byli m.in. Mikołaj z Sulewa, Piotr Romatowicz i Stanisław syn Szymona z rodu Rawa
- W 1497 roku Laurenty z Ramot uczestniczył w wyprawie wołoskiej króla Jana Olbrachta.
- W „Mazowieckich Zapiskach Herbowych z XV i XVI wieku” A.Wolfa odnotowany został Paweł (Paul) syn Laurentego z Ramot.
- Seweryn Uruski w „Rodzinie – herbarzu szlachty polskiej” na podstawie Akt łomżyńskich odnotował, że w 1563 roku właścicielami wsi Ramoty i Jedwabne byli Jan Ramocki i jego syn Daniel.
- Archiwum Skarbu Koronnego z roku 1581 odnotowuje Franciszka Pawła Ramotowskiego jako właściciela Ramot.
- Seweryn Uruski w „Rodzinie – herbarzu szlachty polskiej” odnotowuje Adama Ramotowskiego – dziedzica wsi Ramoty. (jest prawie pewne że Adam był współwłaścicielem wsi)
- W 1784 roku wieś była zaściankiem szlacheckim, zamieszkanym przez następujące rodziny: Bagińscy, Karwowscy, Kurkowscy, Mikuccy, Obryccy, Ramotowscy, Skrodzcy, Sokołowscy, Swięszkowscy.